# Hans Deinhart
Hans Deinhart (* 1896; † nach 1980) war ein deutscher Verwaltungsjurist, Post- und Ministerialbeamter.

## Leben und Tätigkeit
Nach Schulabschluss studierte Hans Deinhart Rechts- und Staatswissenschaft. 1921 promovierte er an der Universität Würzburg zum Dr. jur. Das Thema seiner Dissertation lautete Das Vergehen der Üblen Nachrede (§ 186 R.St.G.B.). 
1925 trat er in den Dienst der Deutschen Reichspost, dem er bis zum Ende des Zweiten Weltkrieges angehörte. Nach drei Jahren Pause trat er 1948 erneut in den Postdienst ein und war für die Hauptverwaltung für das Post- und Fernmeldewesen des Vereinigten Wirtschaftsgebiets bzw. das spätere Bundesministerium für Post tätig. Von 1950 bis 1954 leitete Hans Deinhart das Referat IV h E bzw. ab 1953 V E (Bauverwaltungsangelegenheiten der Baubezirke 3 und 4; grundsätzliche Angelegenheiten und allgemeine Rechtsfragen). Im Anschluss arbeitete er bis 1956 in der Abteilung III (Personalwesen) als Generalreferent. Danach wurde er Leiter der Abteilung V (Hochbau-, Bauverwaltungs-, Maschinen- und Beschaffungsangelegenheiten). Mit Erreichen des 65. Lebensjahres trat Hans Deinhart 1961 in den Ruhestand. Danach widmete er sich postgeschichtlichen Themen Bayerns und wurde zum Schriftleiter des Archivs für Postgeschichte in Bayern gewählt. Diese Funktion hatte er bis 1972 inne.

## Schriften (Auswahl)
- Das Vergehen der Üblen Nachrede (§ 186 R.St.G.B.). Würzburg 1921.
- Zum 300. Jahrestag der Einrichtung der Post im Kurfürstentum Bayern. In: Archiv für Postgeschichte in Bayern, hrsg. von der Gesellschaft zur Erforschung der Postgeschichte in Bayern in Verbindung mit der Deutschen Bundespost, 1964, Heft 1.
- Zum Bau- und Liegenschaftswesen der Post in Bayern von 1808 bis 1934. In: Archiv für Postgeschichte in Bayern, hrsg. von der Gesellschaft zur Erforschung der Postgeschichte in Bayern in Verbindung mit der Deutschen Bundespost, 1965, Heft 2.
- Zur Einführung des Postscheckdienstes im Königreich Bayern vor 60 Jahren. In: Archiv für Postgeschichte in Bayern, hrsg. von der Gesellschaft zur Erforschung der Postgeschichte in Bayern in Verbindung mit der Deutschen Bundespost, 1968, Heft 2.
- Vom Übergang des Freistaates Coburg und seiner Post auf den Freistaat Bayern. In: Archiv für Postgeschichte in Bayern, hrsg. von der Gesellschaft zur Erforschung der Postgeschichte in Bayern in Verbindung mit der Deutschen Bundespost, 1980, Heft 1.

## Ehrungen
1974 erhielt er für das Archiv für Postgeschichte in Bayern den Sieger-Preis für philatelistische Literatur verliehen, der nach dem Briefmarkenhändler Hermann E. Sieger (1902–1954) benannt wurde. 